# アレクサンダー・フォン・バッハ
アレクサンダー・フォン・バッハ男爵（ドイツ語: Alexander Freiherr von Bach、1813年1月4日、ロースドルフ - 1893年11月12日、シェーングラーバーン）は、オーストリア帝国の政治家。フランツ・ヨーゼフ1世統治時代の初期に中央集権的な政治システム「バッハ体制」を築き上げたことで知られる。

## 略歴
バッハの父は司法事務所を所有しており、アレクサンダーも24歳の時に法学博士を取得した。そして、オーストリア帝国官庁へ就職し、9年間官僚として働いた。リベラル派の弁護士として知られたバッハは、"バリケードの大臣"と呼ばれた。1848年に法務大臣に就任し、1849年まで務めた。さらに1849年から1859年までの約10年間、内務大臣を務めた。彼は、メッテルニヒの絶対主義社会システムからの脱却を支持していたにもかかわらず、1848年革命の支持派が望んだ社会システムに移行する準備はできていなかった。彼は、徐々に保守主義へと接近し、1849年3月のフェリックス・シュヴァルツェンベルクの中央集権的な憲法案を支持した。これは、再燃するハンガリー人の感情とは遠いものであった。
1852年にシュヴァルツェンベルクが死去すると、オーストリア帝国とハンガリー王国に多くの政策を指示した。帝国行政の集権化を進めるだけでなく、報道の自由を制限し、公開裁判廃止を撤回するなど反動政策も採用している。バッハは、「新絶対主義」を代表する人物となり、それは1855年のコンコルダート(=ローマ教皇庁との「協約」)により頂点を極めた。ヨーゼフ2世の時代に政界から遠ざけられていたカトリック教会の復権である。教会行政の大幅な自治が認められ、教育や婚姻など家庭生活を管理・監督した。なおコンコルダートは、自由主義の時代となった1870年に破棄されるまで効力を有した。
いわゆるバッハ体制を指して、1848年のウィーン革命を指導した一人アドルフ・フィシュホフは4つの"軍隊"になぞらえた。曰く「立っている軍隊すなわち兵士、座っている軍隊すなわち官僚、跪く軍隊すなわち聖職者、隠密の軍隊すなわち密告者」である。刑務所は政治犯で埋め尽くされた。例えば、彼の在職中にチェコの民族主義ジャーナリストで作家のカレル・ハヴリーチェク・ボロフスキーは、強制的にブリクセンへと、1851年から1855年の間追放されている。カレル・ハヴリーチェク・ボロフスキーは、この追放の間に健康を害してしまい、追放処分が終わって間もなく亡くなっている。この追放処分などで、バッハはチェコ人の間で憎悪の対象となり、その後のチェコ独立運動をより活発にさせることにつながった。
その一方で、経済的自由権は1850年代に大幅に強化された。例えば、国内の関税は廃止されたり、農民は封建的な義務から解放されたりしている。
バッハは1854年に男爵となった。彼はまた1849年から1850年の間、科学アカデミー (Akademie der Wissenschaften) の後見人であった。
バッハは、1859年にサルデーニャ王国とナポレオン3世に対するイタリアでの戦争における敗北を理由に辞任。その後1867年まで、聖座への大使として働いた。1893年11月12日、死去。80歳没。